# Instituto Tecnológico y de Estudios Superiores de Monterrey, Campus Morelia
El Instituto Tecnológico de Estudios Superiores de Monterrey, Campus Morelia es uno de los campus del Instituto Tecnológico y de Estudios Superiores de Monterrey. Está ubicado al sureste de la ciudad mexicana de Morelia, en la comunidad de Jesús del Monte. El Tec Campus Morelia atiende un poco más de 1500 alumnos de grado preparatoria, profesional y posgrado.

## Historia
Fundado el 6 de agosto de 2002, el campus comenzó sus actividades con sólo 400 alumnos y ofrecía los grados de preparatoria, 5 carreras profesionales y una maestría presencial.

### Rectores del campus
En sus 22 años de historia, el Campus ha tenido 5 directores generales:
- Ing. Juan Carlos Arreola Rivas [2002 - 2009]
- Ing. Iván Castorena Calvillo [2009 - 2014]
- Dr. Edgar Montalvo Escamilla [2014 - 2017]
- Mtro. Octavio Díaz Barriga Guízar [2018 - 2021]
- Mtro. Randall Coffie [2022 - actual]

## Acreditaciones
- Como parte del Tecnológico de Monterrey, el Campus Morelia está acreditado por la Asociación de Universidades y Escuelas del Sur de Estados Unidos (SACS por sus siglas en inglés).
- Esto significa que los programas académicos tienen validez en Estados Unidos, lo cual abre oportunidades laborales para los egresados, así como opciones de especialización en posgrados ofrecidos por universidades estadounidenses.

## Oferta académica

### Preparatoria
- Preparatoria Tec Bilingüe
- Preparatoria Tec Multicultural

### Profesional

#### Escuela de Negocios
- Licenciatura en Administración y Estrategia de Negocios (LAE)
- Licenciatura en Negocios Internacionales (LIN)

#### Escuela de Ingeniería
- Ingeniería Mecatrónica (IMT)

### Posgrado
- Maestrías en línea